# Jensen PW
Jensen PW — легковий автомобіль, що виготовлявся компанією Jensen Motors у 1946—1952 рр.
Літери PW означають «післявоєнний» (англ. Post-War) — седан був першою моделлю компанії після Другої світової війни. Паралельно вироблявся і кабріолет.
Перші моделі комплектувались 8-циліндровими рядними двигунами (3,993 л) компанії Генрі Мідоуса (англ. Henry Meadows).
Однак надмірна вібрація агрегата спонукала перехід до двигунів американської компанії Nash (також R8), а пізніше до рядних шестициліндрових від Austin Sheerline (3,993 л).
Загалом, менше 20 авт. покинули завод Jensen у Вест-Бромвічі.